# Aeródromo Lago Brown
El Aeródromo Lago Brown (OACI: SCBR) es un terminal aéreo ubicado cerca del Lago Brown, en la Provincia Capitán Prat, Región de Aysén, Chile. Este aeródromo es de carácter público.